# Ioan Slavici
Ioan Slavici (ur. 18 stycznia 1848 w Șirii, zm. 17 sierpnia 1925 w Crucea de Jos) – rumuński pisarz, dziennikarz, pedagog oraz członek Akademii Rumuńskiej

## Życiorys
Ioan Slavici uczył się w miejscowej szkole prawosławnej, a następnie w innych szkołach w Siedmiogrodzie (Arad, Timisoara, Satu-Mare) prowadzących nauczanie w języku węgierskim lub niemieckim. Po zakończeniu nauki w 1868 wyjechał do Budapesztu z zamiarem studiowania prawa, jednak z powodów finansowych powrócił do kraju i podjął pracę jako notariusz. W 1869 wyjechał do Wiednia na studia prawnicze, a także odbywał szkolenie wojskowe; trzy lata później został oficerem. W 1871 rozpoczął działalność literacką, debiutując komedią Fata de birau. Z końcem 1874 osiadł w Bukareszcie, gdzie został redaktorem czasopisma Timpul [Czas], a później założycielem periodyka Tribuna [Trybuna] w Sybinie. Wraz z Ionem Luką Caragialem oraz Georgem Coșbukiem redagował pismo Vatra [Watra]. W 1875 ożenił się z Ekateriną Szöke Magyarosy. W tym samym roku został mianowany profesorem filozofii w Liceum „Matei Basarab”, gdzie prowadził także zajęcia z języka rumuńskiego, logiki i psychologii. W 1884 powrócił do Siedmiogrodu. W 1886 rozwiódł się z pierwszą żoną i ożenił się z Eleonorą Tanasescu, z którą miał sześcioro dzieci.   
Wskutek swojej działalności publicystycznej pięciokrotnie trafiał do więzienia zarówno w Austro-Węgrzech (skazany za agitację na rzecz praw Rumunów w Siedmiogrodzie i Banacie), jak i w Rumunii (osądzony za kolaborację z okupantem w czasie I wojny światowej).   
W 1925 chory i zmęczony procesami sądowymi i aresztami wyjechał do swojej córki przebywającej w Panciu; w tym samym roku zmarł i został pochowany w pustelni przy klasztorze Brazi.  
Slavici jest uważany za jednego z głównych propagatorów antysemityzmu w Siedmiogrodzie.

## Działalność publicystyczna i polityczna
W 1882 został mianowany członkiem korespondencyjnym Akademii Rumuńskiej. Po powrocie do Siedmiogrodu w 1884 aktywnie zaangażował się w rumuński ruch narodowy. Przynależał do Komitetu Centralnego Rumuńskiej Partii Narodowej, głównego forum politycznego Rumunów w tym regionie. Ze względu na prowadzoną działalność nacjonalistyczną władze węgierskie skazały Slavicia na rok więzienia. Był to pierwszy z wielu krótkich pobytów w więzieniu w życiu pisarza. Sześć lat później przeniósł się do Bukaresztu i w 1894 zaczął publikować pierwsze fragmenty powieści Mara, która 12 lat później ukazała się w jednym tomie. W tym samym okresie wraz z Georgem Coșbukiem i Ionem Luką Caragialem pracował również w redakcji czasopisma Vatra.
W 1909 rozpoczął pracę w proniemieckiej gazecie Ziua [Dzień]. 14 sierpnia 1916 Rumunia przystąpiła do wojny po stronie Ententy, a latem 1917 większość jej terytorium (w tym Bukareszt) została zajęta przez wojska niemieckie, austro-węgierskie i bułgarskie. Prawowity rząd rumuński schronił się w Jassach, a władze centralne ustanowiły marionetkową administrację na okupowanych ziemiach. Slavici współpracował z nowym rządem i został zatrudniony jako redaktor oficjalnego dziennika Gazeta Bucureștilor [Gazeta Bukareszteńska]. Po wycofaniu się Niemiec w listopadzie 1918 z terenów Rumunii pisarz został postawiony przed sądem za działalność wojenną i spędził rok w więzieniu, a jego reputacja wśród inteligencji została mocno nadszarpnięta.

## Twórczość literacka
Twórczość Slavici kształtowała się pod silnymi wpływami codzienności życia wiejskiego znanemu mu z czasów, gdy zamieszkiwał Siedmiogród. W opowiadaniach i powieściach o tematyce ludowej Slavici obrazuje w sposób realistyczny spektrum obyczajów i zachowań ludzkich oraz ówczesne rozwarstwienie społeczne panujące na rubieżach monarchii Habsburgów. Uważany za niezwykle uważnego obserwatora (George Călinescu określa jego twórczość mianem „wybitnego narzędzia obserwacji” świata wiejskiego), Slavici dążył do oddania w swoich utworach najdrobniejszych szczegółów, takich jak wygląd, ubiór, sposób wysławiania i gesty postaci. W 1871 zadebiutował komedią Fata de birău [Córka wójta]. W 1881 ukazało się książkowe wydanie Nuvele din popor [Nowele ludowe]. Na ten zbiór składało się kilka krótkich opowiadań, w tym dwa najbardziej obecnie znane i cenione utwory Slavicia Moara cu noroc [Szczęśliwy młyn] oraz Budulea Taichii. Do najważniejszych dzieł literackich należą powieść Mara oraz opowiadania Moara cu noroc [Szczęśliwy młyn] oraz Pădureanca. Swoje pobyty w więzieniu opisał we wspomnieniach (Închisorile mele) wydanych w 1920. Szczególne znaczenie dla historii literatury rumuńskiej mają jego wspomnienia opublikowane w 1924. 

## Dzieła

### Komedie
- Fata de birău (1871)
- Toane sau Vorbe de clacă (1875)
- Polipul unchiului (1875)

### Dramaty historyczne
- Bogdan Vodă (1876)
- Gaspar Graziani (1888)

### Baśnie
- „Zâna Zorilor”
- „Florița din codru”
- „Doi feți cu stea în frunte”
- „Păcală în satul lui”
- „Spaima zmeilor”
- „Rodul tainic”
- „Ileana cea șireată
- „Ioanea mamei”
- „Petrea prostul”
- „Limir-împărat”
- „Băiet sărac”
- „Împăratul șerpilor”
- „Doi frați buni”
- „Băiat sărac și horopsit”
- „Nărodul curții”
- „Negru împărat”
- „Peștele pe brazdă”
- „Stan Bolovan”
- „Boierul și Păcală”

### Nowele
- Popa Tanda (1873)
- Scormon (1875)
- La crucea din sat (1876)
- Crucile roșii (1876)
- O viață pierdută (1876)
- Gura satului (1878)
- Budulea Taichii (1880)
- Moara cu noroc (1880)
- Pădureanca (1884)
- Comoara (1896)
- Vatra părăsită (1900)
- La răscruci (1906)
- Pascal, săracul (1920)

### Powieści
- Mara (1894)
- Din bătrâni (1902)
- Din bătrâni. Manea (1905)
- Corbei (1906)
- Din două lumi (1920)
- Cel din urmă armaș (1923)
- Din păcat în păcat (1924)

### Wspomnienia
- Fapta omenească. Scrisori adresate unui tânăr (1888–1889)
- Serbarea de la Putna (1903)
- Închisorile mele (1920)
- Amintiri (1924)
- Lumea prin care am trecut (1924)